# Правильный семнадцатиугольник
Пра́вильный семнадцатиуго́льник — геометрическая фигура, принадлежащая к группе правильных многоугольников. Он имеет семнадцать сторон и семнадцать углов, все его углы и стороны равны между собой, все вершины лежат на одной окружности. Среди других правильных многоугольников с больши́м (больше пяти) простым числом сторон интересен тем, что его можно построить при помощи циркуля и линейки (так, семи-, одиннадцати- и тринадцатиугольники построить циркулем и линейкой нельзя).

## Свойства
Центральный угол α равен {\displaystyle {\tfrac {360}{17}}^{\circ }=21^{\circ }10'35{\tfrac {5}{17}}''\approx 21{,}17647059^{\circ }}.
Отношение длины стороны к радиусу описанной окружности составляет
{\displaystyle s=2\cdot r_{u}\cdot \sin \left({\frac {\alpha }{2}}\right)\approx r_{u}\cdot 0{,}3675.}
Правильный семнадцатиугольник можно построить при помощи циркуля и линейки, что было доказано Гауссом в монографии «Арифметические исследования» (1796 год). Им же найдено значение косинуса центрального угла семнадцатиугольника:
{\displaystyle \cos {\frac {360}{17}}^{\circ }={\frac {1}{16}}\left(-1+{\sqrt {17}}+{\sqrt {2\left(17-{\sqrt {17}}\right)}}+2{\sqrt {17+3{\sqrt {17}}-{\sqrt {2\left(17-{\sqrt {17}}\right)}}-2{\sqrt {2\left(17+{\sqrt {17}}\right)}}}}\right).}
В этой же работе Гаусс доказал, что если нечётные простые делители числа n являются различными простыми Ферма (числа Ферма), то есть простыми числами вида  {\displaystyle F_{m}=2^{2^{m}}+1,} то правильный n-угольник может быть построен с помощью циркуля и линейки (см. Теорема Гаусса — Ванцеля).

## Факты
- Гаусс был настолько воодушевлён своим открытием, что в конце жизни завещал, чтобы правильный семнадцатиугольник высекли на его могиле. Скульптор отказался это сделать, утверждая, что построение будет настолько сложным, что результат нельзя будет отличить от окружности.
- В 1893 году Герберт Уильям Ричмонд[англ.] опубликовал явное описание построения правильного семнадцатиугольника в 64 шагах. Ниже приводится это построение.

## Построение

### Точное построение
1. Проводим большую окружность k₁ (будущую описанную окружность семнадцатиугольника) с центром O.
2. Проводим её диаметр AB.
3. Строим к нему перпендикуляр m, пересекающий k₁ в точках C и D.
4. Отмечаем точку E — середину DO.
5. Посередине EO отмечаем точку F и проводим отрезок FA.
6. Строим биссектрису w₁ угла ∠OFA.
7. Строим w₂ — биссектрису угла между m и w₁, которая пересекает AB в точке G.
8. Восстанавливаем s — перпендикуляр к w₂ из точки F.
9. Строим w₃ — биссектрису угла между s и w₂. Она пересекает AB в точке H.
10. Строим окружность Фалеса (k₂) на диаметре HA с центром в точке M. Она пересекается с CD в точках J и K.
11. Проводим окружность k₃ с центром G через точки J и K. Она пересекается с AB в точках L и N. Здесь важно не перепутать N с M, они расположены очень близко.
12. Строим касательную к k₃ через N.

Точки пересечения этой касательной с исходной окружностью k₁ — это точки P₃ и P₁₄ искомого семнадцатиугольника. Если принять середину получившейся дуги за P₀ и отложить дугу P₀P₁₄ по окружности три раза, все вершины семнадцатиугольника будут построены.

### Примерное построение
Следующее построение хоть и приблизительно, но гораздо более удобно.
1. Ставим на плоскости точку M, строим вокруг неё окружность k и проводим её диаметр AB;
2. Делим пополам радиус AM три раза по очереди по направлению к центру (точки C, D и E).
3. Делим пополам отрезок EB (точка F).
4. строим перпендикуляр к AB в точке F.

- Вкратце: строим перпендикуляр к диаметру на расстоянии 9/16 диаметра от B.

Точки пересечения последнего перпендикуляра с окружностью являются хорошим приближением для точек P₃ и P₁₄.
При этом построении получается относительная ошибка в 0,83%. Углы и стороны получаются таким образом немного больше, чем нужно. При радиусе 332,4 мм сторона получается длиннее на 1 мм.

### Анимированное построение Эрхингера

Построение семнадцатиугольника циркулем и линейкой в 64 шага по Йоханнесу Эрхингеру

## Звёздчатые формы
У правильного семнадцатиугольника существуют 7 правильных звёздчатых форм.

{17/2}
{17/3}
{17/4}
{17/5}
{17/6}
{17/7}
{17/8}